# Valerianella locusta subsp. lusitanica
Valerianella locusta subsp. lusitanica é uma subespécie de planta com flor pertencente à família Valerianaceae. 
A autoridade científica da subespécie é (Pau ex Font Quer) M. Laínz, tendo sido publicada em Bol. Inst. Estud. Asturianos, Supl. Ci. 5: 29 (1962).

## Portugal
Trata-se de uma subespécie presente no território português, nomeadamente em Portugal Continental.
Em termos de naturalidade é endémica da Península Ibérica.

## Protecção
Não se encontra protegida por legislação portuguesa ou da Comunidade Europeia.